# Maha Gouda
Maha Muhammad Abdalsalam Abdalsalam Gouda (in arabo مها محمد عبدالسلام عبد السلام جودة‎?; Alessandria d'Egitto, 8 giugno 1998) è una tuffatrice egiziana, specializzata nella piattaforma 10 metri.

## Biografia
Ha partecipato ai Giochi olimpici giovanili di Nanchino 2014, terminando 6ª nella piattaforma 10 m.
Ha rappresentato l'Egitto ai Giochi olimpici estivi di Rio de Janeiro 2016, giungendo 23ª nel concorso dei tuffi dalla piattaforma 10 m.
Ha fatto la sua seconda apparizione olimpica a Tokyo 2020, classificandosi 20ª nella piattaforma 10 m.